# Almeirim kommun, Brasilien
Almeirim är en kommun i Brasilien.   Den ligger i delstaten Pará, i den norra delen av landet, 1 900 km norr om huvudstaden Brasília. Antalet invånare är 33 665.
Följande samhällen finns i Almeirim:
- Almeirim

I omgivningarna runt Almeirim växer i huvudsak städsegrön lövskog. Trakten runt Almeirim är nära nog obefolkad, med mindre än två invånare per kvadratkilometer.